# Dalälven
Dalälven je řeka ve Švédsku (Dalarna, Västmanland, Uppsala, Gävleborg), přičemž hlavní zdrojnice (Österdalälven) pramení v Norsku (Innlandet). Celková délka toku včetně Österdalälven činí 520 km (od soutoku s Västerdalälven to je 240 km). Plocha povodí měří 29 000 km².

## Průběh toku
Pramení v bažinách a jezerech poblíž masivu Longfjälltet ve Skandinávském pohoří dvěma zdrojnicemi (Österdalälven, Västerdalälven). Až do města Krylbo teče mezi vysokými prudkými břehy, níže pak protéká přes řadu jezer. Na horním toku a mezi jezery vytváří peřeje a vodopády. Ústí do Botnického zálivu.

## Vodní režim
Nejvyšších vodních stavů dosahuje od dubna do června.

## Využití
Vodní doprava je možná na do vzdálenosti 10 km od ústí. Využívá se také k zisku vodní energie.